# Valcz Péter
Valcz Péter (1984. október 5. –) magyar színész, rendező.

## Életpályája
1984-ben született. Édesapja Vallai Péter színművész (szül. Valcz Péter), édesanyja Madas Csilla. Testvére Dóra (1981). 1999-2003 között a Városmajori Gimnázium tanulója volt, matematika tagozaton.
2003–2006 között a Kaposvári Egyetem színművész szakán tanult, Babarczy László osztályában. 2006–2008 között a kaposvári Csiky Gergely Színház tagja volt. Rendezőnek 2008–2010 között a párizsi Jacques Lecoq Nemzetközi Színházi Iskolában tanult. Előbb a KoMa társulattal, majd két évigaz ingolstadti Városi Színházban játszott. Magyarországra visszatérve 2016-tól szabadúszó színészként és rendezőként dolgozik.
2016-ban megalapította a Workship nevű független és nemzetközi művészeti kulturális központot, az alkotók egy téma kutatása során a témához kapcsolódó szakértőket hívnak meg egy közös tapasztalatszerzésre, gondolkodásra.
A 2010-es évek végén elkezdte kitanulni az asztalosszakmát is. Hobbiból dalszöveget szerez.

## Rendezései
- Petri György: Kezdhetek folytatódni vers-est (az Ördögkatlan Produkció és a Radnóti Színház közös előadása, 2017)[17][18]

## Filmes és televíziós szerepei
- Pánik ...Krisztián, Zsuzsi öccse (2008)
- Jóban Rosszban ...Erdélyi Mátyás (2020)
- A tanár ...Kő János (2021)
- Szia, életem! ...Ápoló (2022)
- Valami madarak (2023)

## Díjai
- A szakmai zsűri különdíja – MOST Feszt (a Mary és Max című előadásért, 2017)[19]
- MMA-különdíj – MOST Feszt (a Mary és Max című előadásért, 2017)[15][20]
- A szakmai zsűri díja - legjobb monodráma előadás – MOST Feszt (a Kezdhetek folytatódni Petri-vers-estért Rozs Tamással és Pál Andrással, 2018)[17]